# Krzysztof Hetmański
Krzysztof Hetmański (ur. 15 lipca 1965 w Tychach) – polski piłkarz występujący na pozycji pomocnika. Posiada również obywatelstwo niemieckie.

## Kariera
W trakcie swojej kariery występował w takich klubach jak : MK Górnik Katowice, GKS Katowice, FC 08 Homburg, VfB Lübeck, VfL Osnabrück i 1. FC Magdeburg.